# Franco Mallia
Franco Mallia (né en 1961) est un astronome amateur italien.

## Biographie
Le Centre des planètes mineures le crédite pour la découverte de seize astéroïdes, effectuée 1998 entre 2005, en partie en collaboration avec d'autres astronomes : Mario Di Sora, Gianluca Masi, Alain Maury et Ugo Tagliaferri.
En 2004, avec Gianluca Masi et Roger Wilcox, il a découvert l'objet 2004 TU12, initialement classé comme astéroïde par ses co-découvreurs et qui s'est révélé par la suite en fait une comète dès lors nommée P/2004 TU12 puis 162P/Siding Spring,,.
En 2007, il fut l'un des co-découvreurs de l'exoplanète XO-2 N b.
L'astéroïde (21685) Francomallia a été nommé en son honneur.

## Astéroïdes découverts
| (20513) Lazio[1]                                                           | 10 septembre 1999 |
| (21795) Masi                                                               | 29 septembre 1999 |
| (21799) Ciociaria[1]                                                       | 1er octobre 1999  |
| (21999) Disora                                                             | 7 décembre 1999   |
| (39864) Poggiali[2]                                                        | 26 janvier 1998   |
| (73453) Ninomanfredi[1]                                                    | 14 juillet 2002   |
| (74625) Tieproject[1]                                                      | 10 septembre 1999 |
| (79641) Daniloceirani[1]                                                   | 19 septembre 1998 |
| (121019) Minodamato[2]                                                     | 20 janvier 1999   |
| (127689) Doncapone[3]                                                      | 5 mars 2003       |
| (129882) Ustica[2]                                                         | 1er octobre 1999  |
| (147766) Elisatoffoli[3]                                                   | 26 août 2005      |
| (152188) Morricone[4]                                                      | 27 août 2005      |
| (212176) Fabriziospaziani[1]                                               | 8 avril 2005      |
| 1. avec G. Masi 2. avec M. Di Sora 3. avec U. Tagliaferri 4. avec A. Maury |                   |